# Descent (2007)
Descent ist ein US-amerikanischer Rape-and-Revenge-Film mit Rosario Dawson in der Hauptrolle. Das Drama von 2007 wurde vom Kritik und Publikum eher zurückhaltend aufgenommen.

## Handlung
Mayas Leben verläuft gut: sie feiert gern, ist beliebt und begehrt und steht im Studium vor einem erfolgreichen Uniabschluss. Bei einer Party lernt sie den witzig wirkenden Jared kennen. Nach einem gemeinsamen Essen kommt es zum Date Rape. Die Nachwirkungen der brutalen Vergewaltigung lassen Maya psychisch in ein tiefes Loch fallen.
Zwischenzeitlich taucht Maya in die Subkultur der Underground Clubs ab, um ihr altes Leben hinter sich zu lassen. Im Nachtleben lernt sie auch den angesagten DJ Adrian und dessen Freunde kennen. Nach ihrem Uniabschluss arbeitet sie zunächst in einem Klamottenladen und überwacht außerdem Prüfungen an der Uni.
Maya hat sich bereits ein neues Leben aufgebaut, als sie erneut ihrem Vergewaltiger Jared begegnet. Sie verabredet eine weitere Nacht mit ihm, die diesmal aber nach ihren Regeln ablaufen soll. Jared willigt nichts ahnend ein, wobei Maya jedoch in erster Linie Rache üben will.
Bei sich zu Hause befiehlt sie ihm, sich auszuziehen. Sie fesselt ihn ans Bett und verbindet ihm die Augen. Jared wird erst von ihr selbst, danach von einem Mann, jenem DJ Adrian, vergewaltigt.

## Rezeption
Auf Moviepilot erhielt der Descent nur 3,4 von 10 Punkten (basierend auf 131 Bewertungen).
Auch beim Portal Rotten Tomatoes bewerteten nur 33 Prozent der User den Film als positiv, wobei das Ergebnis auf über 2.500 Einzelstimmen basiert.